# Jamesonia
Jamesonia är ett släkte av kantbräkenväxter. Jamesonia ingår i familjen Pteridaceae.

## Bildgalleri

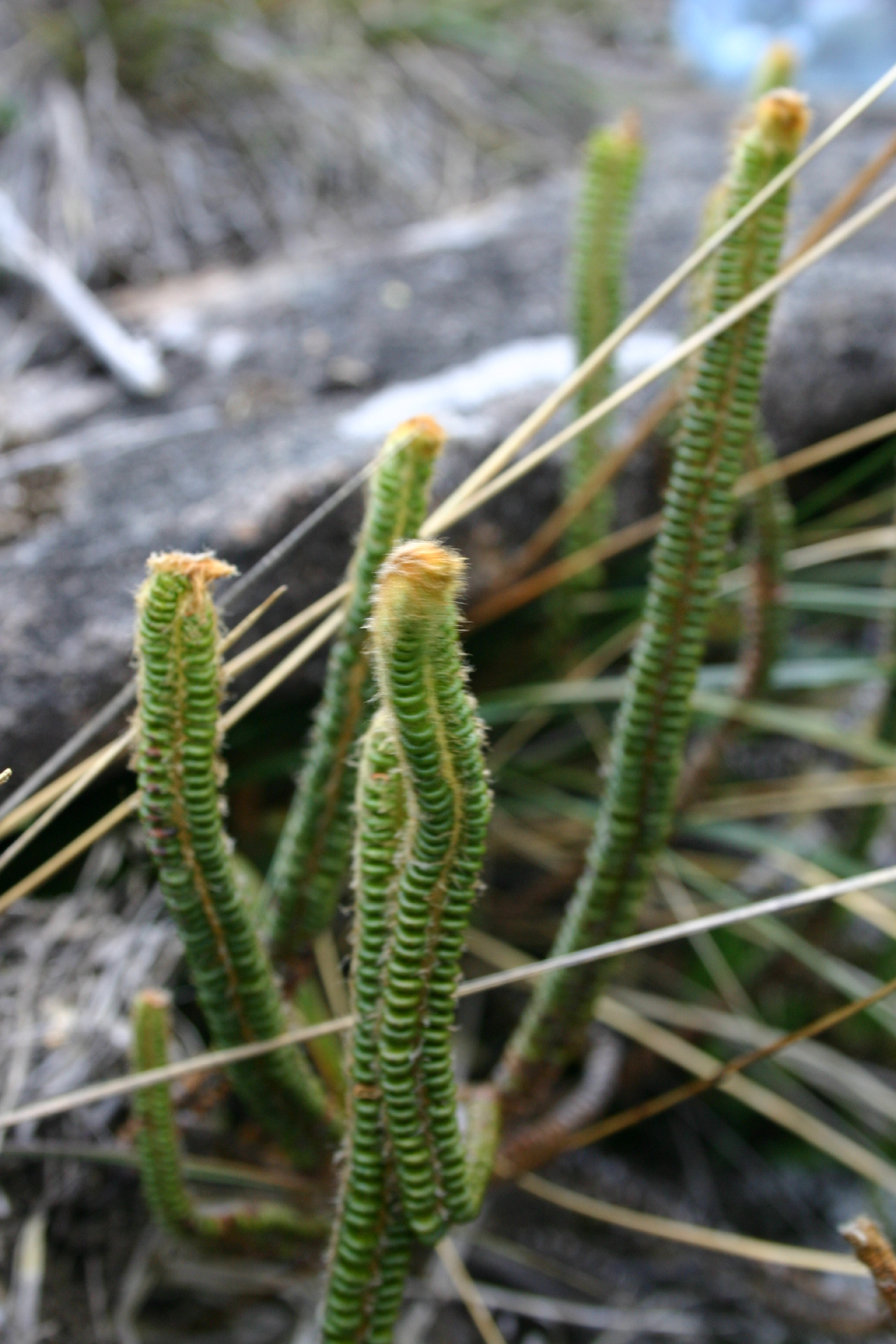

## Dottertaxa tillJamesonia, i alfabetisk ordning[1]
- Jamesonia accrescens
- Jamesonia alstonii
- Jamesonia angusta
- Jamesonia areniticola
- Jamesonia ascendens
- Jamesonia aureonitens
- Jamesonia auriculata
- Jamesonia biardii
- Jamesonia blepharum
- Jamesonia bogotensis
- Jamesonia boliviensis
- Jamesonia brasiliensis
- Jamesonia canescens
- Jamesonia caracasana
- Jamesonia cheilanthoides
- Jamesonia chiapensis
- Jamesonia cinnamomea
- Jamesonia congesta
- Jamesonia crespiana
- Jamesonia cuatrecasasii
- Jamesonia elongata
- Jamesonia ewanii
- Jamesonia feei
- Jamesonia flabellata
- Jamesonia flexuosa
- Jamesonia glaberrima
- Jamesonia glaziovii
- Jamesonia goudotii
- Jamesonia hirsutula
- Jamesonia hirta
- Jamesonia hispidula
- Jamesonia hookeri
- Jamesonia imbricata
- Jamesonia incognita
- Jamesonia insignis
- Jamesonia kupperi
- Jamesonia lasseri
- Jamesonia laxa
- Jamesonia lechleri
- Jamesonia lindigii
- Jamesonia longifolia
- Jamesonia longipetiolata
- Jamesonia madidiensis
- Jamesonia mathewsii
- Jamesonia myriophylla
- Jamesonia novogranatensis
- Jamesonia orbignyana
- Jamesonia osteniana
- Jamesonia paucifolia
- Jamesonia peruviana
- Jamesonia pulchra
- Jamesonia robusta
- Jamesonia rollaliciana
- Jamesonia rotundifolia
- Jamesonia rufescens
- Jamesonia scalaris
- Jamesonia scammanae
- Jamesonia schwackeana
- Jamesonia sellowiana
- Jamesonia setulosa
- Jamesonia stuebelii
- Jamesonia warscewiczii
- Jamesonia vellea
- Jamesonia verticalis
- Jamesonia villosula
- Jamesonia wurdackii